# Jasim (nahija)
Nahija Jasim (ar. ناحية جاسم) je nahija u okrugu Izra', u sirijskoj pokrajini Daraa. Po popisu iz 2004. (prije rata), nahija je imala 39.624 stanovnika. Administrativno sjedište je u naselju Jasim.